# Renno
Renno (korsisch Rennu) ist eine französische Gemeinde mit 63 Einwohnern (Stand 1. Januar 2022) im Arrondissement Ajaccio im Département Corse-du-Sud. Die Bewohner nennen sich Rinnesi.

## Geografie
Renno liegt auf der Mittelmeerinsel Korsika. Das Siedlungsgebiet umfasst die Quartiere Poggio, Padingu, Macinaggio und Chimiglia. Nachbargemeinden sind Cristinacce im Norden, Letia im Osten, Vico im Süden, Balogna im Südwesten und Marignana im Nordwesten. Höchster Punkt in Renno ist die Bergkuppe des 1510 m hohen Chieragella.

## Sehenswürdigkeiten
- Kirche Sainte-Célestine in Poggio
- Kapelle Sainte-Marie in Chimeglia
- Kapelle Saint-Roch

## Bevölkerungsentwicklung

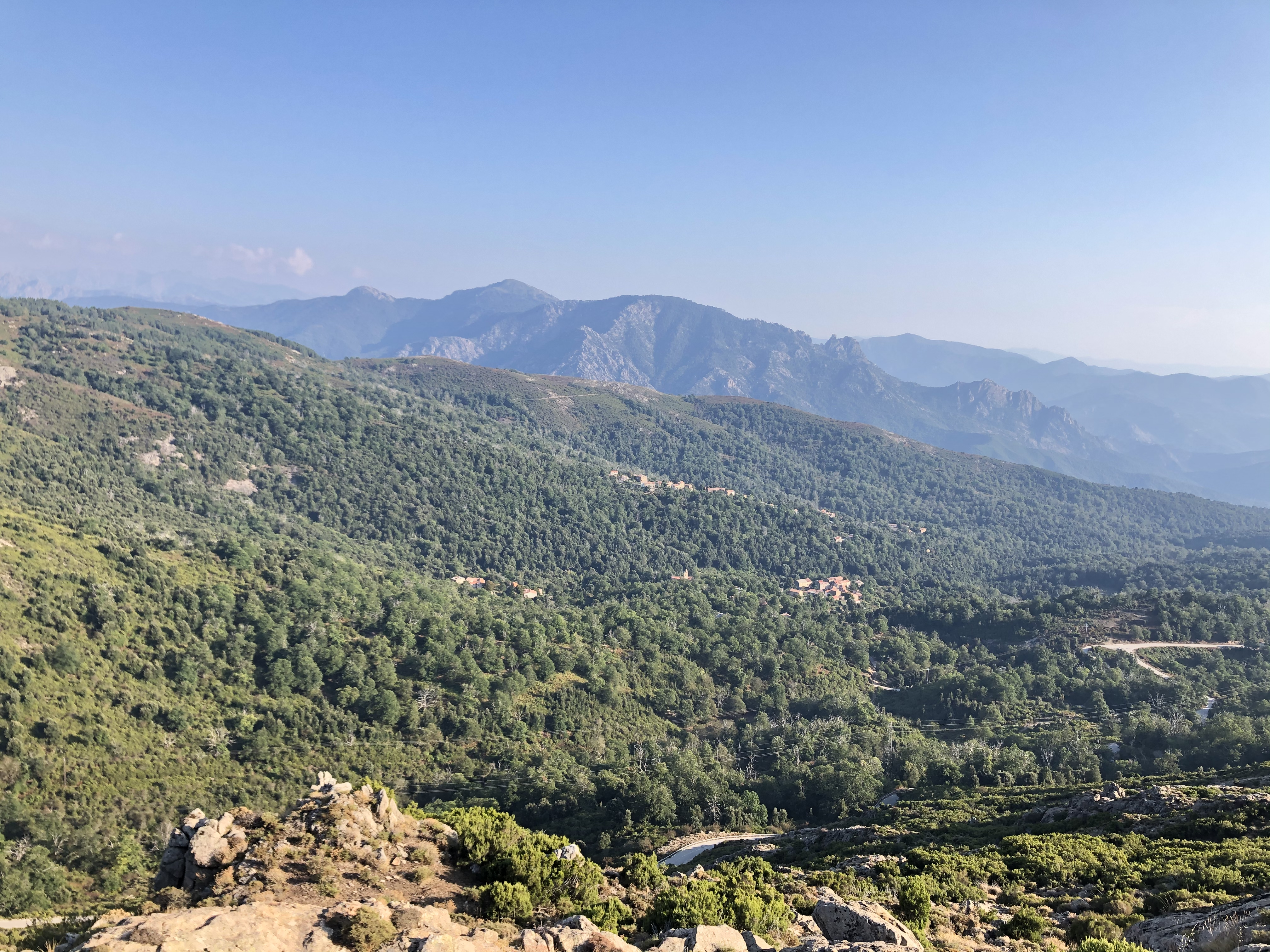
Blick auf Renno

| Jahr      | 1962 | 1968 | 1975 | 1982 | 1990 | 1999 | 2028 | 2019 |
| Einwohner | 261  | 196  | 152  | 108  | 84   | 77   | 90   | 60   |